# Contos de Grimm
Contos de Grimm (no original alemão Kinder- und Hausmärchen) é uma coletânea de contos de fadas e outros contos, publicada inicialmente em 1812 por Jacob e Wilhelm Grimm (Irmãos Grimm).

## Composição
O primeiro volume, publicado em 20 de dezembro de 1812, continha 86 histórias. O segundo volume de 70 histórias veio em seguida, em 1814. Para a segunda edição, dois volumes foram publicados em 1819 e um terceiro em 1822, totalizando 170 contos. A terceira edição foi publicada em 1837; quarta edição, 1840; quinta edição, 1843; sexta edição, 1850; sétima edição, 1857. Histórias foram adicionadas e também subtraídas entre uma edição e outra, até a sétima possuir 211 contos. Todas as edições foram amplamente ilustradas, primeiro por Philipp Grot Johann e, após sua morte em 1892, por Robert Leinweber.
Os primeiros volumes foram muito criticados porque, embora fossem chamados "Contos Infantis", não foram considerados adequados para crianças, tanto pela informação científica contida quanto pelo tema. Muitas mudanças entre as edições - tal como a troca da mãe malvada da primeira edição em Branca de Neve e João e Maria (Hansel e Gretel em Portugal) por uma madrasta - foram provavelmente feitas visando tal adequação. Removeram referências sexuais, como Rapunzel inocentemente perguntando por que o seu vestido estava ficando apertado em sua cintura, revelando ingenuamente sua gravidez e a visita do príncipe à sua madrasta. Porém, em muitos aspectos, a violência, particularmente ao punir vilões, foi aumentada.
Em 1825 os Irmãos Grimm publicaram o seu Kleine Ausgabe ou "pequena edição", uma seleção de 50 contos feita para o público infantil. Esta edição para crianças passou por dez edições entre 1825 e 1858.

## Lista de contos fantásticos
A obra é constituída pelos contos:
Volume 1

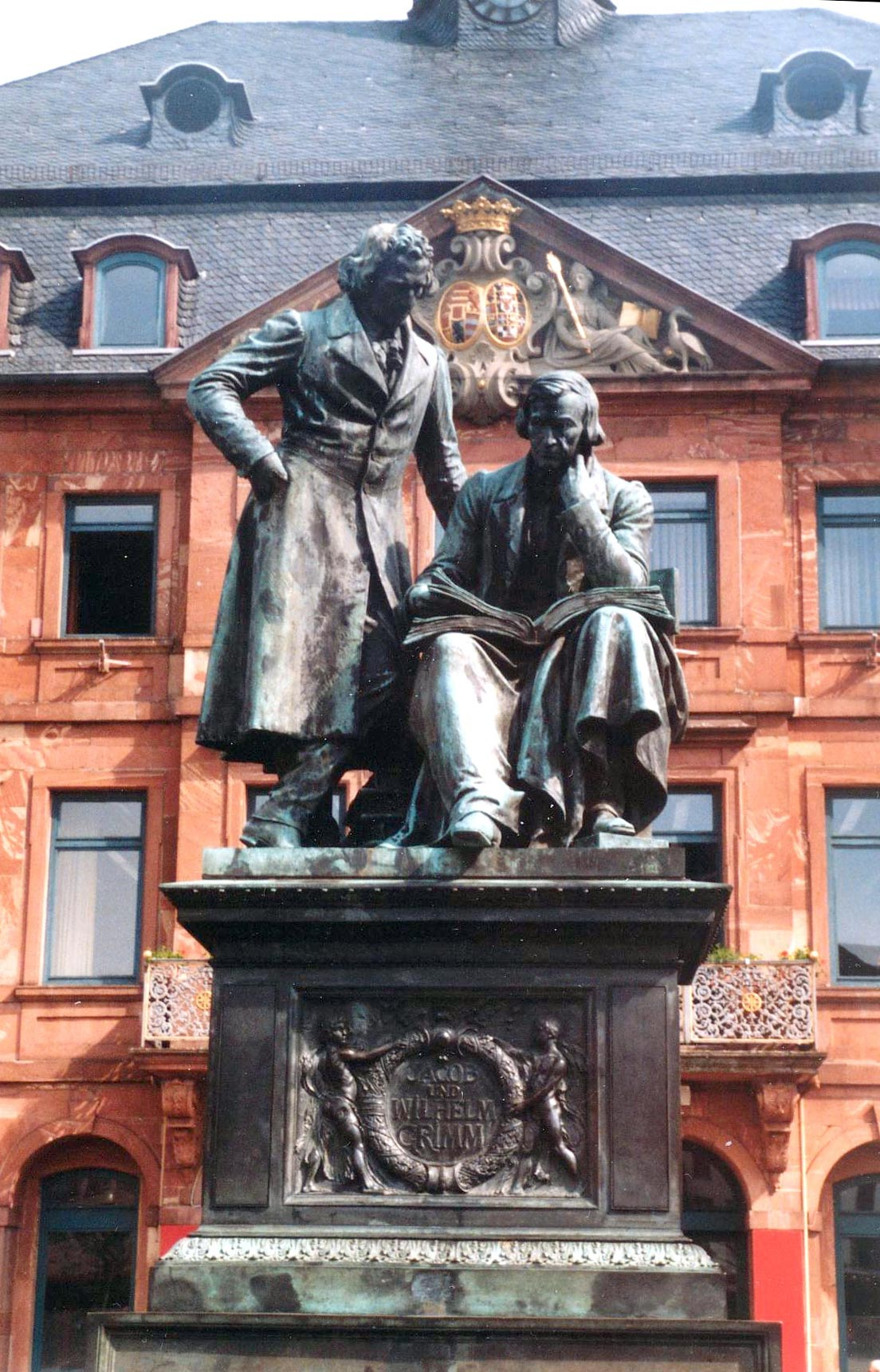
Estátua dos irmãos Grimm em Hanau, Alemanha.

- 1. O rei sapo ou Henrique de ferro (Der Froschkönig oder der eiserne Heinrich)
- 2. Gato e rato em companhia (Katze und Maus in Gesellschaft)
- 3. A protegida de Maria (Marienkind)
- 4. A história do jovem em busca de saber o que é o medo (Märchen von einem, der auszog, das Fürchten zu lernen)
- 5. O Lobo e os Sete Cabritinhos (Der Wolf und die sieben jungen Geißlein)
- 6. O fiel João (Der treue Johannes)
- 7. A boa troca (Der gute Handel)
- 8. O músico maravilhoso (Der wunderliche Spielmann)
- 9. Os doze irmãos  (Die zwölf Brüder)
- 10. O bando de maltrapilhos (Das Lumpengesindel)
- 11. Irmãozinho e Irmãzinha (Brüderchen und Schwesterchen)
- 12. Rapunzel
- 13. Os três homenzinhos na floresta (Die drei Männlein im Walde)
- 14. As três fiandeiras (Die drei Spinnerinnen)
- 15. João e Maria (Hänsel und Gretel)
- 16. As Três Folhas da Serpente (Die drei Schlangenblätter)
- 17. A serpente branca (Die weiße Schlange)
- 18. Carvão, palha e feijão (Strohhalm, Kohle und Bohne)
- 19. O pescador e sua mulher (Von dem Fischer und seiner Frau)
- 20. O alfaiatezinho valente (Das tapfere Schneiderlein)
- 21. Cinderela ou A gata borralheira (Aschenputtel)
- 22. O enigma (Das Rätsel)
- 23. O rato, o pássaro e a salsicha (Von dem Mäuschen, Vögelchen und der Bratwurst)
- 24. Dona Ola (Frau Holle)
- 25. Os sete corvos (Die sieben Raben)
- 26. Capuchinho Vermelho (Rotkäppchen)
- 27. Os músicos de Bremen (Die Bremer Stadtmusikanten)
- 28. O osso cantador (Der singende Knochen)
- 29. Os Três Cabelos de Ouro do Diabo (Der Teufel mit den drei goldenen Haaren)
- 30. Piolho e pulga (Läuschen und Flöhchen)
- 31. A donzela sem mãos (Das Mädchen ohne Hände)
- 32. João, o sensato (Der gescheite Hans)
- 33. As três linguagens (Die drei Sprachen)
- 34. Elza, a esperta (Die kluge Else)
- 35. O alfaiate no céu (Der Schneider im Himmel)
- 36. A mesa, o burro e o cacete (Tischchen deck dich, Goldesel und Knüppel aus dem Sack)
- 37. O Pequeno Polegar (Daumesdick)
- 38. O casamento de Dona Raposa (Die Hochzeit der Frau Füchsin)
- 39. Os elfos (Die Wichtelmänner)
- 40. A noiva do bandido (Der Räuberbräutigam)
- 41. O senhor Korbes (Herr Korbes)
- 42. O senhor compadre (Der Herr Gevatter)
- 43. Dona Trude (Frau Trude)
- 44. A Madrinha Morte (Der Gevatter Tod)
- 45. As viagens de Pequeno Polegar (Daumerlings Wanderschaft)
- 46. O pássaro emplumado (Fitchers Vogel)
- 47. O junípero (Von dem Machandelboom)
- 48. O velho Sultão (Der alte Sultan)
- 49. Os seis cisnes (Die sechs Schwäne)
- 50. A Bela Adormecida (Dornröschen)
- 51. Ave-achado (Fundevogel)
- 52. Rei Barba-de-Tordo (König Drosselbart)
- 53. Branca de Neve (Schneewittchen)
- 54. A mochila, o chapeuzinho e a corneta (Der Ranzen, das Hütlein und das Hörnlein)
- 55. O Anão Saltador (Rumpelstilzchen)
- 56. O querido Rolando (Der Liebste Roland)
- 57. O pássaro de ouro (Der goldene Vogel)
- 58. O cão e o pardal (Der Hund und der Sperling)
- 59. Frederico e Catarina (Der Frieder und das Katherlieschen)
- 60. Os dois irmãos (Die zwei Brüder)
- 61. O pequeno camponês (Das Bürle)
- 62. A rainha das abelhas (Die Bienenkönigin)
- 63. João Bobo e as três plumas (Die drei Federn)
- 64. O ganso de ouro (Die goldene Gans)
- 65. Todos-os-tipos-de-pele ou Pele-de-bicho (Allerleirauh)
- 66. A noiva do coelho (Häsichenbraut)
- 67. Os doze caçadores (Die zwölf Jäger)
- 68. O ladrão e seu mestre (Der Gaudieb und sein Meister)
- 69. Jorinda e Joringel (Jorinde und Joringel)
- 70. Os três irmãos afortunados (Die drei Glückskinder)
- 71. Seis atravessam o mundo inteiro (Sechse kommen durch die ganze Welt)
- 72. O lobo e o homem (Der Wolf und der Mensch)
- 73. O lobo e a raposa (Der Wolf und der Fuchs)
- 74. A raposa e a comadre (Der Fuchs und die Frau Gevatterin)
- 75. A raposa e o gato (Der Fuchs und die Katze)
- 76. O cravo (Die Nelke)
- 77. Gretel, a esperta (Die kluge Gretel)
- 78. O avô e o netinho (Der alte Großvater und der Enkel)
- 79. A ondina (Die Wassernixe)
- 80. A morte da franguinha (Von dem Tode des Hühnchens)
- 81. As aventuras do Irmão Folgazão (Bruder Lustig)
- 82. João Jogatudo (Der Spielhansel)
- 83. João felizardo (Hans im Glück)
- 84. O casamento de João (Hans heiratet)
- 85. Os meninos dourados (Die Goldkinder)
- 86. A raposa e os gansos (Der Fuchs und die Gänse)

Volume 2
- 87. O pobre e o rico (Der Arme und der Reiche)
- 88. Uma andorinha que canta e pula (Das singende springende Löweneckerchen)
- 89. A pastorinha de gansos (Die Gänsemagd)
- 90. O jovem gigante (Der junge Riese)
- 91. O gnomo (Dat Erdmänneken)
- 92. O rei da montanha de ouro (Der König vom goldenen Berg)
- 93. O corvo (Die Rabe)
- 94. A esperta filha do camponês (Die kluge Bauerntochter)
- 95. O velho Hildebrand (Der alte Hildebrand)
- 96. Os três passarinhos (Die drei Vögelchen)
- 97. A água da vida (Das Wasser des Lebens)
- 98. O doutor Sabetudo (Doktor Allwissend)
- 99. O gênio da garrafa (Der Geist im Glas)
- 100. O fuliginoso irmão do diabo (Des Teufels rußiger Bruder)
- 101. Pele de urso (Der Bärenhäuter)
- 102. O urso e a carruíra (Der Zaunkönig und der Bär)
- 103. O mingau doce (Der süße Brei)
- 104. Os espertalhões (Die klugen Leute)
- 105. Contos de rãs (Märchen von der Unke)
- 106. O pobre aprendiz de moleiro e a gatinha (Der arme Müllerbursch und das Kätzchen)
- 107. Os dois viajantes (Die beiden Wanderer)
- 108. João-Ouriço (Hans mein Igel)
- 109. A mortalha do menino (Das Totenhemdchen)
- 110. O judeu no meio dos espinhos (Der Jude im Dorn)
- 111. O caçador habilidoso (Der gelernte Jäger)
- 112. O mangual do céu (Der Dreschflegel vom Himmel)
- 113. O príncipe e a princesa (De beiden Künigeskinner)
- 114. O alfaiatezinho esperto (Vom klugen Schneiderlein)
- 115. A luz do sol há de espantar a escuridão (Die klare Sonne bringts an den Tag)
- 116. A lâmpada azul (Das blaue Licht)
- 117. A criança teimosa (Das eigensinnige Kind)
- 118. Os três cirurgiões (Die drei Feldscherer)
- 119. Os sete suábios (Die sieben Schwaben)
- 120. Os três artesãos (Die drei Handwerksburschen)
- 121. O príncipe sem medo (Der Königssohn, der sich vor nichts fürchtet)
- 122. As verduras maravilhosas (Der Krautesel)
- 123. A velha do bosque (Die Alte im Wald)
- 124. Os três irmãos (Die drei Brüder)
- 125. O diabo e sua avó (Der Teufel und seine Großmutter)
- 126. Fernando fiel e Fernando infiel (Ferdinand getreu und Ferdinand ungetreu)
- 127. O fogão de ferro (Der Eisenofen)
- 128. A fiandeira preguiçosa (Die faule Spinnerin)
- 129. Os quatro irmãos habilidosos (Die vier kunstreichen Brüder)
- 130. Um-olhinho, Dois-olhinhos e Três-olhinhos (Einäuglein, Zweiäuglein und Dreiäuglein)
- 131. A bela Catarina e Poldo Pif-Paf (Die schöne Katrinelje und Pif Paf Poltrie)
- 132. A raposa e o cavalo (Der Fuchs und das Pferd)
- 133. Os sapatos estragados na dança (Die zertanzten Schuhe)
- 134. Os seis criados (Die sechs Diener)
- 135. A noiva branca e a noiva preta (Die weiße und die schwarze Braut)
- 136. João-de-Ferro (Der Eisenhans)
- 137. As três princesas negras (Die drei schwarzen Prinzessinnen)
- 138. Nicolau e seus três filhos (Knoist und seine drei Söhne)
- 139. A donzela de Brakel (Das Mädchen von Brakel)
- 140. Os empregados da família (Das Hausgesinde)
- 141. O cordeirinho e o peixinho (Das Lämmchen und Fischchen)
- 142. Monte Simeli (Simeliberg)
- 143. O vagamundo (Auf Reisen gehen)
- 144. O burrinho (Das Eselein)
- 145. O filho ingrato (Der undankbare Sohn)
- 146. O nabo (Die Rübe)
- 147. O velho que voltou a ser jovem (Das junggeglühte Männlein)
- 148. Os animais de Deus e os do diabo (Des Herrn und des Teufels Getier)
- 149. O poleiro (Der Hahnenbalken)
- 150. A velha mendiga (Die alte Bettelfrau)
- 151a. Os três preguiçosos (Die drei Faulen)
- 151b. Os doze criados preguiçosos (Die zwölf faulen Knechte)
- 152. O pastorzinho (Das Hirtenbüblein)
- 153. As moedas-estrelas (Die Sterntaler)
- 154. As moedas roubadas (Der gestohlene Heller)
- 155. A escolha da noiva (Die Brautschau)
- 156. A desperdiçada (Die Schlickerlinge)
- 157. O pardal e seus quatro filhotes (Der Sperling und seine vier Kinder)
- 158. No país do arco-da-velha (Das Märchen vom Schlauraffenland)
- 159. Uma porção de mentiras juntas (Das Dietmarsische Lügenmärchen)
- 160. Adivinhação (Rätselmärchen)
- 161. Branca de Neve e Rosa Vermelha (Schneeweißchen und Rosenrot)
- 162. O criado esperto (Der kluge Knecht)
- 163. O esquife de vidro (Der gläserne Sarg)
- 164. Henrique, o preguiçoso (Der faule Heinz)
- 165. O pássaro grifo (Der Vogel Greif)
- 166. João, o destemido (Der starke Hans)
- 167. O camponesinho no céu (Das Bürle im Himmel)
- 168. A magra Elisa (Die hagere Liese)
- 169. A casa do bosque (Das Waldhaus)
- 170. Compartilhando alegrias e tristezas (Lieb und Leid teilen)
- 171. A carruíra (rei da cerca) (Der Zaunkönig)
- 172. A solha (Die Scholle)
- 173. A pega e o alcaravão (Rohrdommel und Wiedehopf)
- 174. A coruja (Die Eule)
- 175. A lua (Der Mond)
- 176. A duração da vida (Die Lebenszeit)
- 177. Os mensageiros da morte (Die Boten des Todes)
- 178. Mestre Remendão (Meister Pfriem)
- 179. A guardadora de gansos no regato (Die Gänsehirtin am Brunnen)
- 180. Os filhos desiguais de Eva (Die ungleichen Kinder Evas)
- 181. A ondina da represa (Die Nixe Im Teich)
- 182. Os presentes do povo miúdo (Die Geschenke des kleinen Volkes)
- 183. O gigante e o alfaiate (Der Riese und der Schneider)
- 184. O prego (Der Nagel)
- 185. O pobre rapaz na sepultura (Der arme Junge im Grab)
- 186. A verdadeira noiva (Die wahre Braut)
- 187. O coelho e o porco-espinho (Der Hase und der Igel)
- 188. O fuso, a lançadeira e a agulha (Spindel, Weberschiffchen und Nadel)
- 189. O camponês e o diabo (Der Bauer und der Teufel)
- 190. As migalhas sobre a mesa (Die Brosamen auf dem Tisch)
- 191. O ouriço-do-mar (Das Meerhäschen)
- 192. O ladrão-mestre (Der Meisterdieb)
- 193. O tocador de tambor (Der Trommler)
- 194. As espigas de trigo (Die Kornähre)
- 195. O túmulo do rico fazendeiro (Der Grabhügel)
- 196. O velho Rink-Rank (Oll Rinkrank)
- 197. A bola de cristal (Die Kristallkugel)
- 198. A donzela Malvina (Jungfrau Maleen)
- 199. As botas de couro de búfalo (Die Stiefel von Büffelleder)
- 200. A chave de ouro (Der goldene Schlüssel)

Lendas infantis (Kinderlegenden)
- 1. São José na floresta (Der heilige Joseph im Walde)
- 2. Os doze apóstolos (Die zwölf Apostel)
- 3. A rosa (Die Rose)
- 4. Pobreza e humildade levam ao céu (Armut und Demut führen zum Himmel)
- 5. O manjar divino (Gottes Speise)
- 6. Os três raminhos verdes (Die drei grünen Zweige)
- 7. O copinho de Nossa Senhora (Muttergottesgläschen)
- 8. A velha mãezinha (Das alte Mütterchen)
- 9. O festim celestial (Die himmlische Hochzeit)
- 10. A vara de aveleira (Die Haselrute)